# Heinrich Marschner

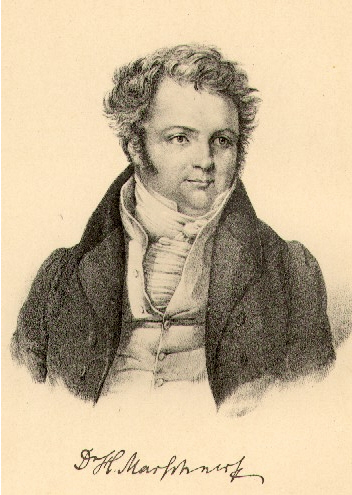
Heinrich Marschner, litho naar een tekening van F.A. Jung, ± 1830

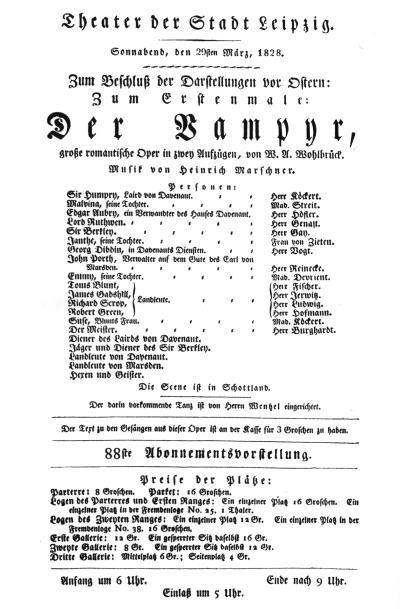
Affiche voor de première van Der Vampyr in het Theater der Stadt Leipzig (1828)

Heinrich August Marschner (Zittau, 16 augustus 1795 – Hannover, 14 december 1861) was een Duitse componist in de romantiek. Hij wordt beschouwd als een belangrijke schakel tussen de operacomponisten Carl Maria von Weber and Richard Wagner.

## Leven en werk
Marschner was de zoon van een handwerksman uit Bohemen. Zijn eerste muzieklessen kreeg hij van Johann Gottfried Schicht en hij begon al vroeg te componeren. Toch wilde hij jurist worden, maar omstreeks 1815-1816 ontmoette hij Ludwig van Beethoven, die zo'n indruk op hem maakte dat hij besloot zich aan de muziek te wijden.
Hij begon zijn carrière in 1817 als particulier muziekleraar in het paleis van graaf Johann Nepomuk Zichy in Preßburg. Daar schreef hij zijn eerste opera's. Heinrich IV und D’Aubigné beleefde in 1820 zijn première, met Weber als dirigent, in Dresden, waar hij vervolgens ging wonen. Hij werd er in 1824 tot Musikdirektor van de opera benoemd en verruilde die functie in 1827 voor dezelfde in het Theater der Stadt Leipzig. Daar vestigde hij definitief zijn naam als vooraanstaand componist met de opera's Der Vampyr (1828) en het op Walter Scotts Ivanhoe gebaseerde Der Templer und die Jüdin (1829), beide op een libretto van zijn zwager Wilhelm August Wohlbrück.
Toen hij vanaf 1831 het Hoftheater van het Koninkrijk Hannover ging leiden, eerst als Hofkapellmeister, later als Generalmusikdirektor, was zijn volgende succes Hans Heiling (1832), die naast Der Vampyr als zijn voornaamste opera wordt beschouwd. Hij was hiermee op het hoogtepunt van zijn roem, maar die begon te tanen door de successen van Giacomo Meyerbeer en later vooral door de vernieuwingen van Richard Wagner. Marschner had in 1840 de ambitie Gaspare Spontini op te volgen aan de Hofoper in Berlijn, maar dat verloor hij van Meyerbeer. Van zijn laatste opera's had Austin (1852) maar matig succes en Sangeskönig Hiarne und das Tyrfingschwert ging pas twee jaar na zijn dood in première.
Hij bleef tot 1859 in Hannover werken. Daarna probeerde hij in Parijs vaste voet aan de grond te krijgen, maar hij keerde teleurgesteld terug naar Hannover. Hij stierf daar in 1861, 66 jaar oud.

## Betekenis
Marschners populariteit als operacomponist was het grootst in de jaren 1825-1835. Hij werd tot aan het eind van de 19e eeuw beschouwd als een van de belangrijkste componisten van Europa. Zijn bekendste opera's Hans Heiling en Der Vampyr waren tijdens zijn leven zeer populair en zijn sinds de late twintigste eeuw weer opgevoerd en opgenomen. Zij tonen zijn volbloed romantische vermogen om duistere onderwerpen met muzikale middelen suggestief uit te beelden, met een voorliefde voor demonische, spookachtige figuren. Carl Maria von Weber geldt als zijn concurrent, maar dirigeerde wel zijn eerste opera. Marschner heeft veel te danken aan het voorbeeld van Webers Der Freischütz, vooral wat betreft het gebruik van thema's uit de volksmuziek.
Wagner is door hem beïnvloed, onder meer bij het gebruik van Sprechgesang. Beethoven en Mendelssohn waren zijn vrienden en Schumann bewonderde zijn kamermuziek, vooral zijn pianotrio's, die voor Marschner even belangrijk waren als zijn opera's. Ook in het lied, waarvan Die Monduhr op. 102 (1839) een van de bekendste voorbeelden is, blonk Marschner uit. Zijn beste liederen en balladen doen volgens kenners niet onder voor die van Carl Loewe, waarmee ze het meest verwant zijn.

## Werken (selectie)

### Opera's
- Titus, 1817 (fragment)

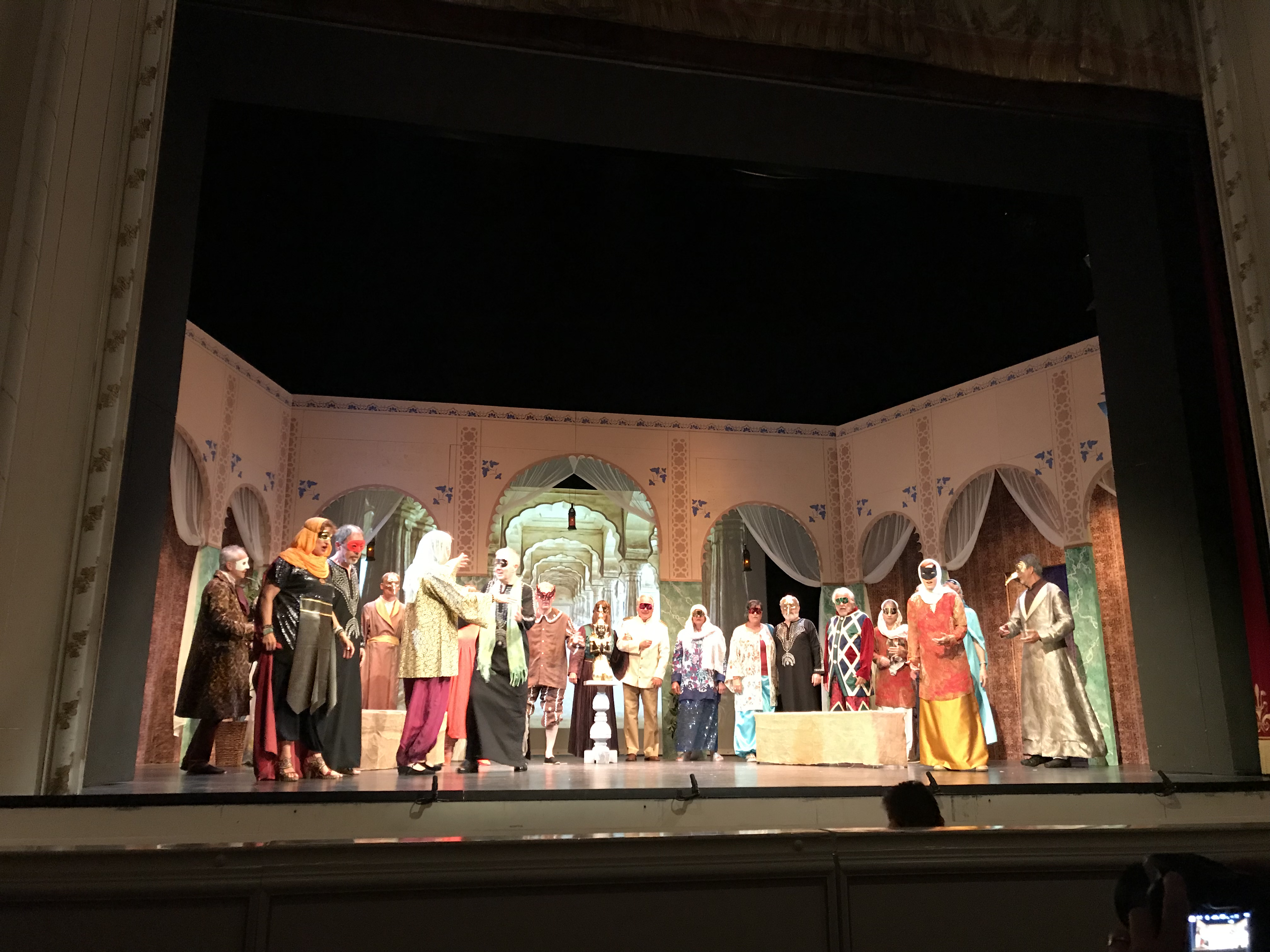
Opvoering van Der Bäbu in Neuburg an der Donau in 2018.

- Saidar und Zulima, oder Liebe und Hochmut, 1818
- Heinrich IV und D’Aubigné, 1819
- Das stille Volk, 1818 (verworpen project)
- Der Kyffhäuserberg, 1822
- Ali Baba, 1823
- Der Holzdieb, 1825
- Die Wiener in Berlin, 1825
- Lucretia, 1827
- Der Vampyr, 1828
- Der Templer und die Jüdin, 1829
- Des Falkners Braut, 1832
- Hans Heiling, 1833
- Das Schloß am Ätna, 1836
- Der Bäbu, 1838
- Die Wiener in Berlin
- Fridthjof’s Saga
- Kaiser Adolph von Nassau, 1845
- Austin,1852
- Geborgt, 1853 (herziene versie van Der Holzdieb)
- Sangeskönig Hiarne und das Tyrfingschwert, première in 1863

### Toneelmuziek
- Prinz Friedrich von Homburg, 1821
- Schön Ella, 1823
- Der Goldschmied von Ulm, 1856
- Die Hermannsschlacht

### Kamermuziek
Pianotrio's
- nr. 1 in a, op. 29
- nr. 2 in g, op. 111
- nr. 3 in f, op. 121
- nr. 4 in D, op. 135
- nr. 5 in d, op. 138
- nr. 6 in c, op. 148
- nr. 7 in F, op. 167

Pianokwartetten
- nr. 1 in Bes, Op. 36
- nr. 2 in Gr, Op. 158

### Gitaarmuziek
- Douze Bagatelles pour la Guitarre, Op. 4